# 塞雷特利維河
49°55′12″N 25°23′02″E / 49.92000°N 25.38389°E
塞雷特利維河（烏克蘭語：Серет Лівий）是烏克蘭的河流，流經該國西部捷爾諾波爾州，屬於塞雷特河的左支流，發源自黑利斯，河道全長13公里。